# Nazionale maschile di beach soccer della Lituania
La nazionale di beach soccer della Lituania rappresenta la Lituania nelle competizioni internazionali di beach soccer.

## Rosa 2018
Aggiornata a febbraio 2018

| N. |                     | Ruolo | Calciatore            |
| -- | ------------------- | ----- | --------------------- |
| 1  | Lituania (bandiera) | P     | Mindaugas Malinauskas |
| 2  | Lituania (bandiera) | D     | Ramunas Radavicius    |
| 3  | Lituania (bandiera) | D     | Aivaras Meskinis      |
| 4  | Lituania (bandiera) | D     | Martynas Rumkis       |
| 5  | Lituania (bandiera) | A     | Vydmantas Kuzmickas   |
| 6  | Lituania (bandiera) | A     | Viktor Bartosevic     |

| N. |                     | Ruolo | Calciatore          |
| -- | ------------------- | ----- | ------------------- |
| 7  | Lituania (bandiera) | A     | Tadas Svaikevicius  |
| 8  | Lituania (bandiera) | D     | Vasilijj Novickov   |
| 9  | Lituania (bandiera) | A     | Gerardas Zukasuskas |
| 10 | Lituania (bandiera) | P     | Modestas Paulauskas |
| 11 | Lituania (bandiera) | D     | Saimonas Vitkauskas |
| 12 | Lituania (bandiera) | D     | Pavelas Smolkovas   |

Allenatore: Nerijus Budraitis